# ایستگاه متروی حسین‌آباد
ایستگاه متروی حسین‌آباد، یکی از ایستگاه‌های خط ۳ متروی تهران است که در تقاطع خیابان مغان و بزرگراه شهید صیاد شیرازی قرار دارد و بین دو ایستگاه هروی و نوبنیاد واقع شده‌ است.
این ایستگاه به عنوان یکصد و ششمین ایستگاه متروی تهران در تاریخ ۲۲ آذر ۱۳۹۵ افتتاح شده و دارای ۱۰۰۰۰ مترمربع فضای سرپوشیده است.

## ساخت ایستگاه
عملیات اجرایی ساخت این ایستگاه از شهریور ۱۳۹۴ شروع شد.
به منظور ساخت این ایستگاه، ۸۵ هزار متر مکعب عملیات خاکبرداری انجام شده و همچنین ۴ هزار تن میلگرد و ۳۵ هزار متر مکعب بتن و نیز ۲۵ هزار متر مربع قالب بندی مورد استفاده قرار گرفته‌ است. این ایستگاه همچنین دارای ۱۶ دستگاه پله برقی می‌باشد .
ایستگاه متروی حسین آباد در عمق ۲۶ متری از سطح زمین ساخته شده‌ است.